# Nicola Matteis
Nicola Matteis (Nàpols, c. 1650 - Londres, c. 1713) fou un violinista i compositor italià que visqué i desenvolupà la seva carrera musical a Anglaterra.
Vers l'any 1672 es presentà a Londres, i després de grans penalitats, aconseguí fer-se escoltar en la cort, assolint tan bona acollida, que ben aviat tingué nombrosos alumnes entre l'aristocràcia. Deixà un gran nombre de composicions, moltes de les quals es publicaren en quatre volums, amb el títol de Ayres for the violin with preludes, fugues, allemandes, sarabanf, courants, gigues, fancies, and likewise other passages, introductions for single and double steps (1687), A més, deixà, un tractat de realització del baix xifrat en la guitarra, The false consonances of musick.
Va morir entre 1703 i 1714 en la localitat de Colkirk, Anglaterra
El seu fill, Nicolau, m. el 1749, fou també un distingit violinista. Deixeble del seu pare, el 1717 anà a Viena, on fou primer violí de la música de l'emperador. Va compondre els balls de l'òpera Constanza e fortezza, i cinc llibres de sonates per a violí.